# Eriba-Marduk
Pour les articles homonymes, voir Eriba-Adad II et Marduk.
Eriba-Marduk était roi de Babylone de 769 à 761 av. J.-C. Il est au départ le chef de la puissante confédération chaldéenne du Bīt Yakīn, qui domine la partie méridionale de la Babylonie, dans le « Pays de la Mer », zone marécageuse où les combats sont difficiles.
Sa prise de pouvoir prend place dans une période troublée politiquement, durant laquelle le pouvoir est très instable en Babylonie, permettant aux confédérations chaldéennes de gagner en puissance. À cela s'ajoutent les tentatives infructueuses de domination de la région par les rois assyriens, qui n'arrivent jamais à soumettre définitivement les Chaldéens, et connaissent des problèmes dans leur pays durant la première moitié du VIIIe siècle, ne pouvant plus intervenir vers le sud. La Babylonie est donc désunie politiquement, et on ne sait à peu près rien des rois qui détiennent le titre de souverain de Babylone avant 769, qui n'ont qu'une autorité faible et il n'y a plus de continuité dynastique depuis près d'un demi-siècle.
Eriba-Marduk, un des hommes forts de la Babylonie, devient alors le premier chef chaldéen à monter sur le trône de Babylone. Il mène alors plusieurs tentatives énergiques de soumission de tribus récalcitrantes à sa domination, et semble avoir réussi à rétablir une certaine stabilité et une unité en Babylonie, ce qui lui a permis de laisser une image assez positive chez ses successeurs. Eriba-Marduk a montré aux Chaldéens la voie vers le trône de Babylone, notamment à son successeur direct Nabu-shuma-ishkun, chef d'une autre confédération, et surtout à son petit-fils Merodach-baladan II, qui revendique son héritage.